# Univers à énergie nulle
L'hypothèse de l'univers à énergie nulle propose que la quantité totale d'énergie dans l'univers soit exactement égale à zéro : sa quantité d'énergie positive sous forme de matière étant exactement annulée par son énergie négative sous forme de gravitation,.

## Histoire
Pascual Jordan a été le premier à suggérer que, puisque l'énergie positive de la masse d'une étoile et l'énergie négative de son champ gravitationnel pourraient s'annuler mutuellement, la conservation de l'énergie ne pourrait pas empêcher une étoile d'être créée par une fluctuation quantique du vide. George Gamow a raconté avoir proposé cette idée à Albert Einstein : « Einstein s'est arrêté sur place, et comme nous traversions une rue, plusieurs voitures ont dû s'arrêter pour ne pas nous écraser. »
L'hypothèse de l'univers à énergie nulle est née en 1973, quand Edward Tryon proposa dans le journal Nature que l'univers ait émergé d'une fluctuation quantique de l'énergie du vide, dont la masse-énergie positive soit exactement compensée par son énergie potentielle gravitationnelle négative.

## Interprétation «déjeuner gratuit»
Une propriété générique de l’inflation cosmique est l’équilibre de l’énergie gravitationnelle négative, dans la région en inflation, avec l’énergie positive du champ inflaton pour donner un univers post-inflationniste ayant une densité énergétique négligeable ou nulle,. C’est cet équilibre de l’énergie totale qui permet une expansion illimitée de l'espace ; pendant l'inflation, l'énergie circule du champ gravitationnel (ou de la géométrie) au champ d'inflation - l'énergie gravitationnelle totale diminue (elle devient donc plus négative) et l'énergie totale d'inflation augmente (devient plus positive). Mais les densités d'énergie respectives restent constantes et opposées puisque l'espace s'étend. En conséquence, l’inflation explique l’annulation par ailleurs curieuse de la matière et de l’énergie gravitationnelle aux échelles cosmologiques, ce qui est cohérent avec les observations astronomiques.

## Fluctuation quantique
En raison de l'incertitude quantique, des fluctuations d'énergie telles qu'un électron et son antiparticule, un positron, peuvent surgir spontanément de l'espace vide, mais doivent disparaitre rapidement. Plus l'énergie de cette bulle est basse, plus sa durée de vie peut être longue. Un champ gravitationnel a une énergie négative. La matière a une énergie positive. Les deux valeurs s'annulent à condition que l'univers soit complètement plat. Dans ce cas, l’univers a une énergie nulle et peut théoriquement durer éternellement,.

## Voir également
- Ex nihilo